# Костынчак, Иван Иванович
Ива́н Ива́нович Костынчак (1928 — неизвестно) — советский футболист, нападающий, полузащитник, футбольный судья.
Выступал за команды «Шахтёр» Сталино (1949—1952 — 36 матчей, три гола в чемпионате), «Металлург» Запорожье (1953—1955), «Машиностроитель» Запорожье (1956—1957, КФК), «Строитель» Запорожье (1959, КФК).
Полуфиналист Кубка СССР 1951.
С 1963 года — футбольный судья.